# العلاقات الليختنشتانية الهايتية
العلاقات الليختنشتانية الهايتية هي العلاقات الثنائية التي تجمع بين ليختنشتاين وهايتي.

## مقارنة بين البلدين
هذه مقارنة عامة ومرجعية للدولتين:
| وجه المقارنة                                              | ليختنشتاين                                 | هايتي                                |
| --------------------------------------------------------- | ------------------------------------------ | ------------------------------------ |
| المساحة (كم2)                                             | 16                                         | 27.75 ألف                            |
| عدد السكان (نسمة)                                         | 37.47 ألف                                  | 10.98 مليون                          |
| الكثافة السكانية (ن./كم²)                                 | 234.19 ألف                                 | 395.68                               |
| العاصمة                                                   | فادوتس                                     | بورت أو برانس                        |
| اللغة الرسمية                                             | اللغة الألمانية                            | لغة فرنسية، اللغة الكريولية الهايتية |
| العملة                                                    | فرنك سويسري                                | جوردة هايتية                         |
| الناتج المحلي الإجمالي (بليون دولار)                      | 6.29 مليار                                 | 8.41 مليار                           |
| الناتج المحلي الإجمالي (تعادل القوة الشرائية) بليون دولار |                                            | 18.82 مليار                          |
| الناتج المحلي الإجمالي الاسمي للفرد دولار أمريكي          |                                            | 818                                  |
| الناتج المحلي الإجمالي للفرد دولار أمريكي                 |                                            | 1.73 ألف                             |
| مؤشر التنمية البشرية                                      | 0.908                                      | 0.483                                |
| رمز المكالمات الدولي                                      | +423                                       | +509                                 |
| رمز الإنترنت                                              | .li                                        | .ht                                  |
| المنطقة الزمنية                                           | توقيت وسط أوروبا، ت ع م+01:00، ت ع م+02:00 | 00                                   |

## منظمات دولية مشتركة
يشترك البلدان في عضوية مجموعة من المنظمات الدولية، منها:
| علم المنظمة | اسم المنظمة                   | تاريخ انضمام ليختنشتاين | تاريخ انضمام هايتي |
| ----------- | ----------------------------- | ----------------------- | ------------------ |
|             | الاتحاد البريدي العالمي       | ?                       | ?                  |
|             | الاتحاد الدولي للاتصالات      | 25 يوليو 1963           | 10 أكتوبر 1927     |
|             | منظمة حظر الأسلحة الكيميائية  | ?                       | ?                  |
|             | منظمة التجارة العالمية        | ?                       | ?                  |
|             | منظمة الشرطة الجنائية الدولية | ?                       | ?                  |
|             | الأمم المتحدة                 | 18 سبتمبر 1990          | 24 أكتوبر 1945     |

## وصلات خارجية
- موقع وزارة الخارجية الهايتية